# Rajd Argentyny 2009
Rezultaty Rajdu Argentyny (29º Personal Rally Argentina), 5. rundy Rajdowych Mistrzostw Świata w 2009 roku, który odbył się w dniach 23-26 kwietnia:

## Klasyfikacja ostateczna
| Msc.     | Kierowca           | Pilot                | Samochód                 | Czas      | Strata  | Grupa | Punkty |
| WRC      | WRC                | WRC                  | WRC                      | WRC       | WRC     | WRC   | WRC    |
| -------- | ------------------ | -------------------- | ------------------------ | --------- | ------- | ----- | ------ |
| 1.       | Sébastien Loeb     | Daniel Elena         | Citroën C4 WRC           | 3:57:40.3 |         | A8 M  | 10     |
| 2.       | Daniel Sordo       | Marc Marti           | Citroën C4 WRC           | 3:58:53.4 | 1:13.1  | A8 M  | 8      |
| 3.       | Henning Solberg    | Cato Menkerud        | Ford Focus RS WRC 08     | 4:01:44.4 | 4:04.1  | A8 M  | 6      |
| 4.       | Federico Villagra  | Jorge Pérez Companc  | Ford Focus RS WRC 08     | 4:03:40.0 | 5:59.7  | A8 M  | 5      |
| 5.       | Matthew Wilson     | Scott Martin         | Ford Focus RS WRC 08     | 4:03:51.2 | 6:10.9  | A8 M  | 4      |
| 6.       | Jari-Matti Latvala | Miikka Anttila       | Ford Focus RS WRC 08     | 4:07:30.3 | 9:50.0  | A8 M  | 3      |
| 7.       | Sébastien Ogier    | Julien Ingrassia     | Citroën C4 WRC           | 4:18:35.4 | 20:55.1 | A8 M  | 2      |
| 8.       | Nasir al-Atijja    | Giovanni Bernacchini | Subaru Impreza STI N14   | 4:20:51.9 | 23:11.6 | N4    | 1      |
| JWRC     |                    |                      |                          |           |         |       |        |
| 1. (14.) | Michał Kościuszko  | Maciej Szczepaniak   | Suzuki Swift S1600       | 4:42:28.0 |         | A6    | 10     |
| 2. (15.) | Aaron Burkart      | Michael Kölbach      | Suzuki Swift S1600       | 4:44:08.7 | 1:39.9  | A6    | 8      |
| 3. (17.) | Alessandro Bettega | Simone Scattolin     | Renault Clio R3          | 4:50:02.0 | 7:33.2  | A6    | 6      |
| PWRC     |                    |                      |                          |           |         |       |        |
| 1. (8.)  | Nasir al-Atijja    | Giovanni Bernacchini | Subaru Impreza STI N14   | 4:20:51.9 |         | N4    | 10     |
| 2. (10.) | Marcos Ligato      | Rubén Garcia         | Mitsubishi Lancer Evo X  | 4:23:04.8 | 2:12.9  | N4    | 8      |
| 3. (12.) | Toshihiro Arai     | Glenn MacNeal        | Subaru Impreza STI N14   | 4:27:27.9 | 6:36.0  | N4    | 6      |
| 4. (16.) | Spyros Pavlides    | Chris Patterson      | Subaru Impreza STI N14   | 4:45:10.4 | 24:18.5 | N4    | 5      |
| 5. (18.) | Eyvind Brynildsen  | Denis Giraudet       | Mitsubishi Lancer Evo IX | 4:52:49.9 | 31:58.0 | N4    | 4      |
| 6. (21.) | Gábor Mayer        | Robert Tagai         | Subaru Impreza STI N14   | 5:00:56.3 | 40:04.4 | N4    | 3      |

1. ↑  Litera M przy oznaczeniu grupy do której należy samochód oznacza, iż tylko ci kierowcy zdobywali punkty dla swoich zespołów liczonych w klasyfikacji producentów na koniec sezonu.

## Odcinki specjalne
| Dzień                     | Odcinek | Godz. rozp. | Nazwa                            | Długość  | Zwycięzca   | Czas    | Średnia prędkość | Lider rajdu |
| ------------------------- | ------- | ----------- | -------------------------------- | -------- | ----------- | ------- | ---------------- | ----------- |
| 1 23 kwietnia 24 kwietnia | OS1     | 19:05       | Estadio Cordoba 1                | 2,40 km  | S. Loeb     | 2:23.6  | 60,2 km/h        | S. Loeb     |
| 1 23 kwietnia 24 kwietnia | OS2     | 07:45       | La Cumbre – Agua de Oro 1        | 14,94 km | J. Latvala  | 12:48.7 | 70,0 km/h        | J. Latvala  |
| 1 23 kwietnia 24 kwietnia | OS3     | 08:41       | Ascochinga – La Cumbre 1         | 22,38 km | D. Sordo    | 14:44.1 | 91,1 km/h        | D. Sordo    |
| 1 23 kwietnia 24 kwietnia | OS4     | 09:44       | Capilla del Monte – San Marcos 1 | 22,95 km | P. Solberg  | 17:33.5 | 78,4 km/h        | M. Hirvonen |
| 1 23 kwietnia 24 kwietnia | OS5     | 10:16       | San Marcos – Charbonier 1        | 9,61 km  | S. Loeb     | 6:32.5  | 88,1 km/h        | M. Hirvonen |
| 1 23 kwietnia 24 kwietnia | OS6     | 14:26       | Ascochinga – La Cumbre 2         | 22,38 km | D. Sordo    | 14:26.8 | 92,9 km/h        | D. Sordo    |
| 1 23 kwietnia 24 kwietnia | OS7     | 15:29       | Capilla del Monte – San Marcos 2 | 22,95 km | M. Hirvonen | 17:16.8 | 79,7 km/h        | M. Hirvonen |
| 1 23 kwietnia 24 kwietnia | OS8     | 16:01       | San Marcos – Charbonier 2        | 9,61 km  | S. Loeb     | 6:28.9  | 89,0 km/h        | D. Sordo    |
| 1 23 kwietnia 24 kwietnia | OS9     | 17:04       | La Cumbre – Agua de Oro 2        | 14,94 km | J. Latvala  | 12:32.4 | 71,5 km/h        | D. Sordo    |
| 2 25 kwietnia             | OS10    | 09:38       | El Mirador – San Lorenzo 1       | 20,81 km | S. Loeb     | 11:28.0 | 108,9 km/h       | D. Sordo    |
| 2 25 kwietnia             | OS11    | 10:12       | Mina Clavero – Giulio Cesare 1   | 22,79 km | S. Loeb     | 18.18.2 | 74,7 km/h        | D. Sordo    |
| 2 25 kwietnia             | OS12    | 11:00       | El Condor – Copina 1             | 16,29 km | S. Loeb     | 13:04.6 | 74,7 km/h        | S. Loeb     |
| 2 25 kwietnia             | OS13    | 11:46       | Icho Cruz – Carlos Paz 1         | 9,73 km  | S. Loeb     | 6:19.4  | 92,2 km/h        | S. Loeb     |
| 2 25 kwietnia             | OS14    | 15:23       | El Mirador – San Lorenzo 2       | 20,81 km | M. Hirvonen | 11:22.0 | 109,8 km/h       | S. Loeb     |
| 2 25 kwietnia             | OS15    | 15:57       | Mina Clavero – Giulio Cesare 2   | 22,79 km | S. Loeb     | 18:04.5 | 75,7 km/h        | S. Loeb     |
| 2 25 kwietnia             | OS16    | 16:45       | El Condor – Copina 2             | 16,29 km | J. Latvala  | 13:06.5 | 74,6 km/h        | S. Loeb     |
| 2 25 kwietnia             | OS17    | 17:31       | Icho Cruz – Carlos Paz 2         | 9,73 km  | S. Loeb     | 6:26.6  | 90,6 km/h        | S. Loeb     |
| 2 25 kwietnia             | OS18    | 19:05       | Estadio Cordoba 2                | 2,40 km  | D. Sordo    | 2:23.6  | 60,2 km/h        | S. Loeb     |
| 3 26 kwietnia             | OS19    | 08:48       | Villa Giardino – La Falda        | 15,78 km | S. Loeb     | 11:18.2 | 83,8 km/h        | S. Loeb     |
| 3 26 kwietnia             | OS20    | 09:20       | Valler Hermoso – Casa Grande     | 10,95 km | S. Loeb     | 7:14.8  | 90,7 km/h        | S. Loeb     |
| 3 26 kwietnia             | OS21    | 10:03       | Cosquin – Tanti                  | 11,27 km | J. Latvala  | 6:19.8  | 106,8 km/h       | S. Loeb     |
| 3 26 kwietnia             | OS22    | 10:26       | Tanti Nuevo – Villa Garcia       | 7,60 km  | J. Latvala  | 4:15.9  | 106,9 km/h       | S. Loeb     |
| 3 26 kwietnia             | OS23    | 12:05       | Estadio Cordoba 3                | 2,40 km  | S. Loeb     | 2:26.6  | 58,9 km/h        | S. Loeb     |

## Klasyfikacja po 5 rundach
Tabele przedstawiają tylko pięć pierwszych miejsc.

### Kierowcy
| Lp. | Kierowca        | Pkt |
| --- | --------------- | --- |
| 1   | Sébastien Loeb  | 50  |
| 2   | Daniel Sordo    | 31  |
| 3   | Mikko Hirvonen  | 30  |
| 4   | Henning Solberg | 20  |
| 5   | Petter Solberg  | 14  |

### Producenci
| Lp. | Producent                          | Pkt |
| --- | ---------------------------------- | --- |
| 1   | Citroën Total WRT                  | 82  |
| 2   | BP Ford Abu Dhabi World Rally Team | 43  |
| 3   | Stobart VK Ford Rally Team         | 37  |
| 4   | Citroën Junior Team                | 13  |
| 5   | Munchi's Ford WRT                  | 12  |